# Makaroner

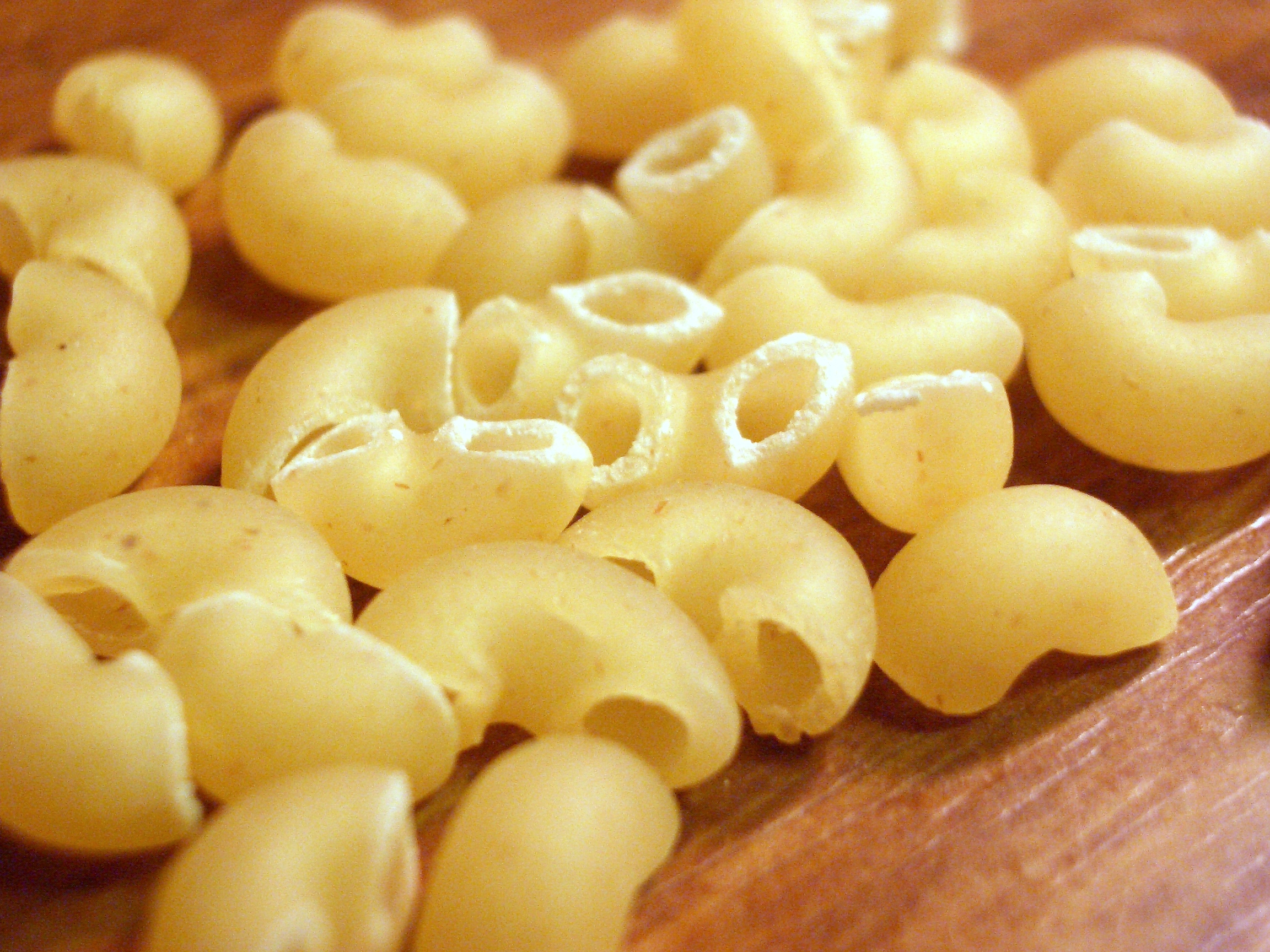
Okokta makaroner.

Makaroner (från italienskans maccheroni) är små, ofta böjda, rör gjorda av mjöl och vatten och en form av pasta. Det finns många varianter av makaroner. En del är raka och lika långa som spaghetti.

## Historia
Namnet kommer från Italien och är belagt i svenska språket sedan 1658.

### Sverige
I Sverige är de vanligaste makaronisorterna u-formade, främst idealmakaroner, som lämpar sig till exempelvis maträtten mjölkstuvade makaroner, och snabbmakaroner som har kortare koktid. 
Makaroner var den första slags pasta som introducerades i Sverige och var länge även den enda sortens pasta i landet. Makaroner har funnits i Sverige sedan 1600-talets mitt. Makaroner var från början ett samlingsnamn på all pasta i Sverige, men kom under andra hälften av 1900-talet allt mer att syfta på den specifika pastan. Det äldsta bevarade svenska receptet med makaroner i är ett recept på köttsoppa 1755. 1961 kom snabbmakaroner som går snabbare att tillaga men ger en kortare mättnadskänsla.

## Tillagning och servering

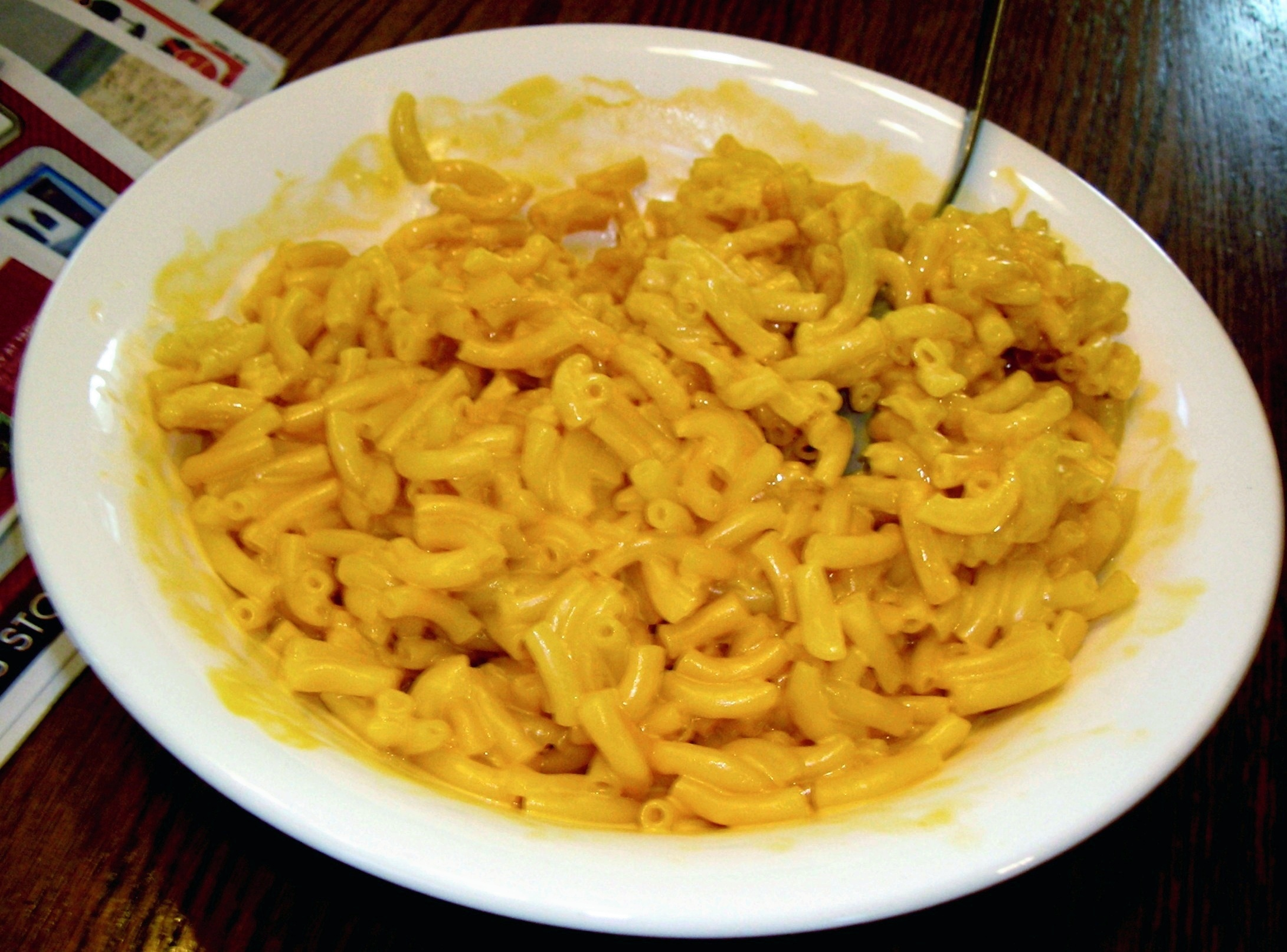
En tallrik med macaroni and cheese.

Vanligen kokas makaroner i saltat vatten tills de blir mjuka i konsistensen, innan de serveras eller gratineras. En del avslutar tillagningen med att röra i en klick smör eller margarin i kastrullen.
Normal koktid är cirka 7–11 minuter. Vissa grövre makaroner behöver koktid om 15 minuter eller mer. Snabbmakaroner blir klara efter omkring 3 minuter.
I USA, Kanada och Storbritannien är macaroni and cheese (makaroner och ost) en känd maträtt med makaroner i en sås gjord av cheddarost. I Finland och Sverige är makaronipudding, även kallad makaronilåda, en känd rätt på makaroner.
Makaroner kan även mjölkstuvas. Till stuvade makaroner används med fördel makaroner med stora hål och mjölk med hög fetthalt. Man behöver inte göra en redning eller tillsätta mjöl. Genom att koka makaronerna extra länge med mjölk på låg temperatur uppstår den önskade konsistensen. Stuvade makaroner smaksätts ofta med malen muskot. I Sverige brukar stuvade makaroner serveras med antingen köttbullar, stekt korv (exempelvis falukorv) eller stekt fläsk (exempelvis bacon).
Makaroner kan annars serveras med kött, fisk, fågel, grönsaker, såser och ost. Tomatketchup på makaroner och pasta i allmänhet förekommer i exempelvis Sverige, men är ovanligt i andra länder som Storbritannien och Italien, där det kan uppfattas som "konstigt" eller "skrämmande".